# Carlo Maratta

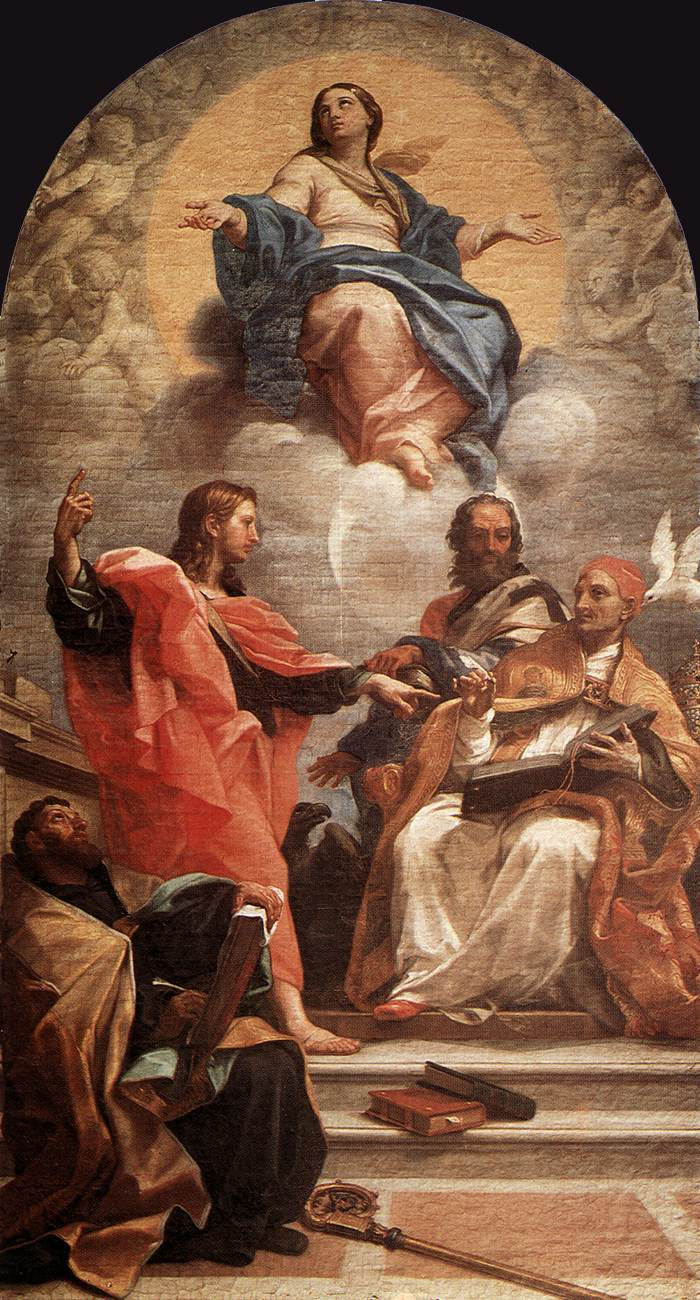
Den obefläckade avlelsen (1689). Santa Maria del Popolo, Rom.

Carlo Maratta (Carlo Maratti), född 13 maj 1625 i Camerino, Italien, död 15 december 1713 i Rom, var en italiensk barockmålare. Han var svärfar till Giambattista Felice Zappi.
Carlo Maratta kom till Rom vid elva års ålder och bodde där under resten av sitt liv. År 1637 började han sin lära hos Andrea Sacchi, med vilken han samarbetade under nitton år, vilket hans vän konsthistorikern Giovanni Pietro Bellori förtäljer.
Maratta följde målartraditionen från familjen Carracci och anses vara den viktigaste representanten för den klassicistiska strömningen inom det romerska måleriet. Som högt uppskattad målare utförde han vid sidan av porträtt och målningar med religiösa och mytologiska motiv även talrika altartavlor för Roms många kyrkor. I hans produktiva verkstad utbildades många elever.
Det romerska sakralmåleriet präglades under 1700-talets första hälft starkt av Marattas verkstad och av hans skola.

## Den obefläckade avelsen
I målningen Den obefläckade avlelsen (Immaculata conceptio) märks en stark livlighet i dräkterna och i figurernas gester. Kompositionens uppåtriktade rörelse är typisk för det romerska barockmåleriet. Medan Jungfru Maria, omgiven av änglar, uppenbarar sig i himmelszonen framställs tre kyrkofäder i bildens nedre del. De disputerar över bildens tema med den unge evangelisten Johannes, kännetecknad genom örnen som syns bakom honom.

## Verk (i urval)
- Clemens IX (1669)
- Den helige Frans Xaviers död (1679), Il Gesù, Rom
- Apollo och Daphne (1681), Musées Royaux des Beaux-Arts, Bryssel
- Tronande Madonna med helgonen Carlo Borromeo och Ignatius av Loyola (1685), Santa Maria in Vallicella, Rom
- De heliga Ambrosius och Carlo Borromeo (1685-1690), Santi Ambrogio e Carlo al Corso, Rom
- Den obefläckade avlelsen (1689), Santa Maria del Popolo, Rom